# Avène

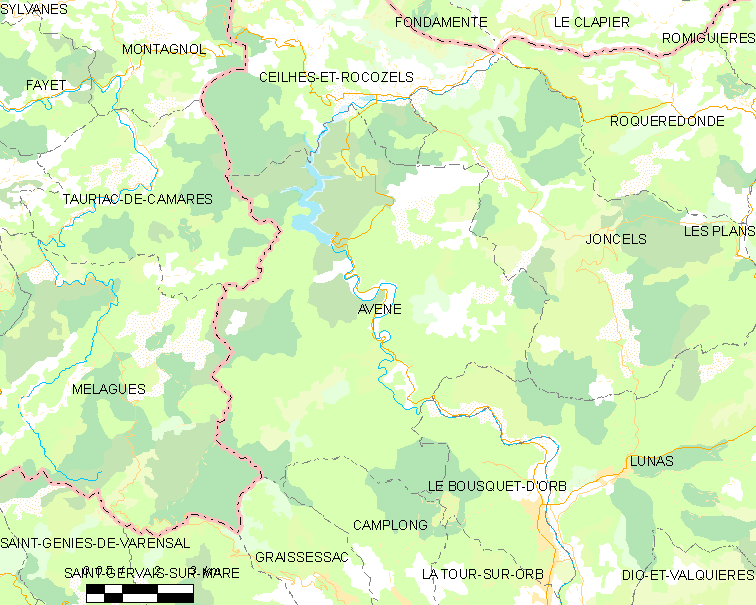
Mapa

Avène es una localidad y comuna de Francia, situada en el Departamento de Hérault y en la región de Occitania.
Sus habitantes se denominan en francés Avénois.

## Geografía
Avène es un pueblo de los cantones altos de Hérault. La comuna es famosa por sus termas y sus productos de cosmética de la marca "Avène".

## Administración
Lista de alcaldes sucesivos
- (marzo de 2001-2014) Guy CABALLE
- (2014-2020) Serge Castan

## Demografía
| 582 | 457 | 430 | 259 | 269 | 275 | 299 |
| Para los censos de 1962 a 1999 la población legal corresponde a la población sin duplicidades (Fuente: INSEE [Consultar]) |     |     |     |     |     |     |

## Lugares de interés y monumentos

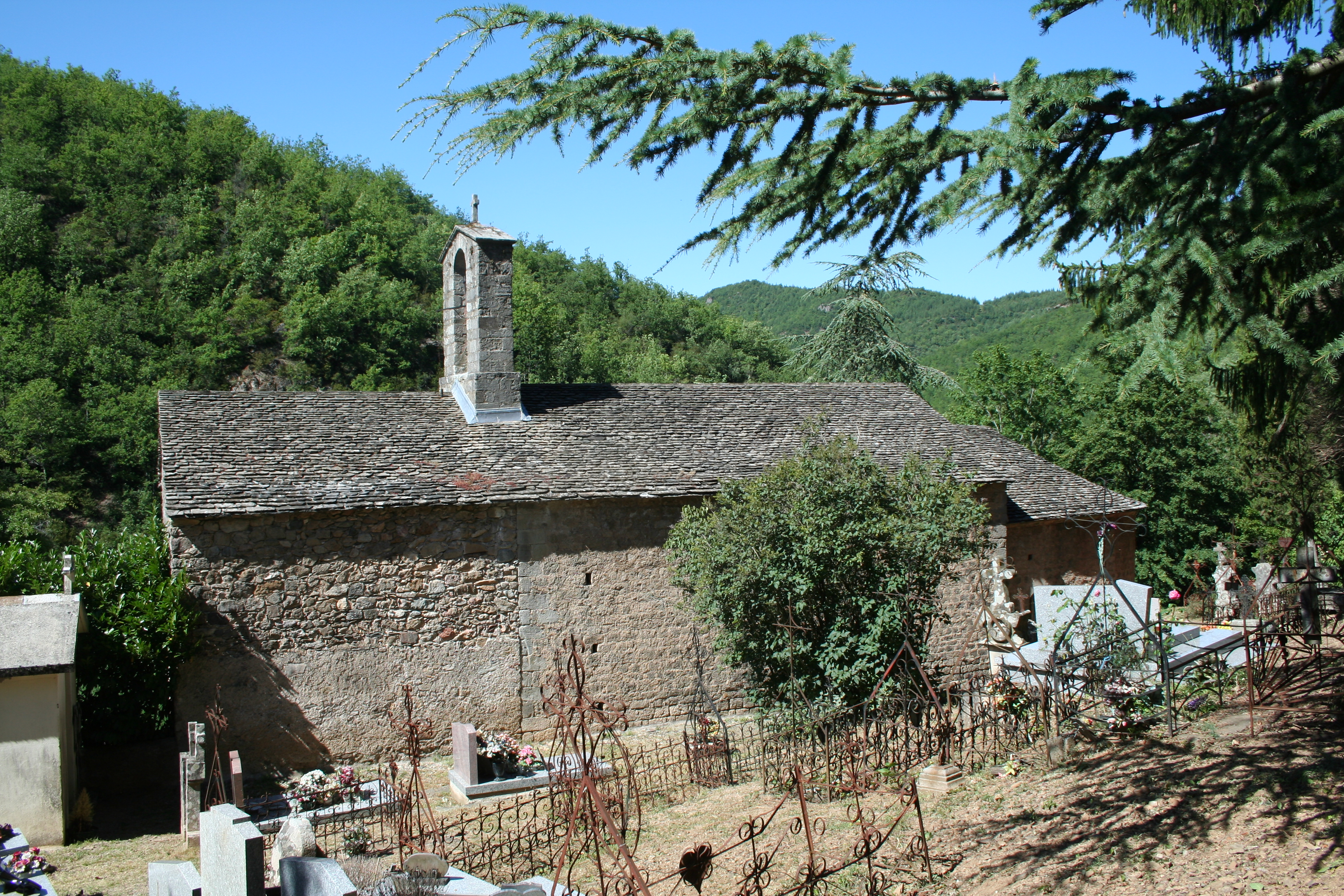
St-André-de-Rieussec.

- Iglesia románica de Saint-André-de-Rieussec (siglo XII).
- Iglesia de Saint-Pierre de Rouvignac (siglo XII).
- Iglesia de Sainte-Marie de Vinas (siglo XII).
- Iglesia de Saint-Antoine de Serviès (1715).
- Iglesia de Saint-Pierre de Rouvignac (siglo XII).
- Iglesia de Saint-Barthélémy (1135).
- Iglesia de Truscas (siglo XIX).
- Iglesia de Saint-Martin d'Avène (moderna).
- Iglesia del Coural (moderna)

- Puente del siglo XIII sobre el Orb.